# ديدييه لوفيفر
ديدييه لوفيفر (بالفرنسية: Didier Lefèvre)‏ هو صحفي ومصور فرنسي، ولد في 14 يوليو 1957، وتوفي في 29 يناير 2007 في Morangis, Essonne ‏ في فرنسا بسبب نوبة قلبية.